# 로렌즈 방정식

로렌즈 끌개

동역학계 이론에서 로렌즈 방정식(Lorenz方程式, 영어: Lorenz equation)은 3차원 공간상에서 대기의 대류를 나타내는 간단한 비선형 동역학계이다. 이상한 끌개의 대표적인 예이다.

## 정의
로렌즈 방정식은 {\displaystyle x(t),y(t),z(t)} 세 변수에 대한 1차 비선형 연립 상미분 방정식이며, 세 개의 매개변수 {\displaystyle \sigma ,\rho ,\beta }에 의존한다. 다음과 같다.
{\displaystyle {\dot {x}}=\sigma (y-x)}
{\displaystyle {\dot {y}}=x(\rho -z)-y}
{\displaystyle {\dot {z}}=xy-\beta z}
로렌즈의 원래 논문에서 사용된 매개변수 값들은 다음과 같다.
{\displaystyle \sigma =10}
{\displaystyle \beta =8/3}
{\displaystyle \rho =28}
이 값에서 로렌즈 방정식은 혼돈적인 성질을 보이며, 로렌즈 끌개라는 야릇한 끌개를 가진다.

## 성질

### 대칭
로렌즈 방정식은 다음과 같은 대칭을 가진다.
{\displaystyle (x,y,z)\mapsto (-x,-y,z)}

### 평형점과 불변 집합
{\displaystyle \sigma \neq 0}이며 {\displaystyle \beta (\rho -1)>0}일 경우, 로렌즈 방정식의 평형점은 다음과 같이 세 개가 있다.
{\displaystyle (x,y,z)=\left({\sqrt {\beta (\rho -1)}},{\sqrt {\beta (\rho -1)}},(\rho -1)\right)}
{\displaystyle (x,y,z)=\left(-{\sqrt {\beta (\rho -1)}},-{\sqrt {\beta (\rho -1)}},(\rho -1)\right)}
{\displaystyle (x,y,z)=(0,0,0)}
만약 {\displaystyle \sigma \neq 0}이지만 {\displaystyle \beta (\rho -1)<0}일 경우, 마지막 하나의 평형점만이 존재한다.
로렌즈 방정식에서, z축 {\displaystyle \{(0,0,z)\colon z\in \mathbb {R} \}}은 불변 집합이다. z축 위에서 로렌즈 방정식은
{\displaystyle {\dot {z}}=-\beta z}
가 되므로, {\displaystyle \beta >0}이라면 이 경우 모든 초기 조건은 원점 {\displaystyle (0,0,0)}으로 지수적으로 수렴한다.

### 분기

로렌즈 끌개는 3차원 속의 곡면 속에 존재하며, 프랙털 모양을 하고 있다.

{\displaystyle (\beta ,\sigma )=(8/3,10)}으로 고정시키고, {\displaystyle \rho }의 값을 변화시킨다면, 로렌즈 방정식은 다음과 같은 성질을 보인다.
- {\displaystyle \rho \in (0,1)}일 경우, 원점은 유일한 안정적 평형점이다. 모든 궤도는 원점으로 수렴한다.
- {\displaystyle \rho =1}에서 갈퀴 분기가 일어나며, 원점은 세 개의 평형점으로 분기한다. 원점은 이제 불안정 평형점이 되지만, 나머지 두 평형점은 안정적이다. {\displaystyle 1<\rho <1.346}일 경우 거의 모든 초기 조건은 두 안정적 평형점으로 수렴한다.
- {\displaystyle \rho =1.346}에서 호프 분기가 일어나며, 모든 평형점이 불안정해진다. 대신 두 개의 안정적인 극한 주기 궤도 {\displaystyle C_{+}}, {\displaystyle C_{-}}이 생기며, {\displaystyle 1.346<\rho <13.926}일 경우 거의 모든 초기 조건은 두 극한 주기 궤도 가운데 더 가까운 쪽으로 수렴한다.
- {\displaystyle 13.926<\rho <24.06}일 경우, 로렌즈 방정식은 일시적 혼돈(영어: transient chaos)을 보인다. 즉, 두 안정적 극한 주기 궤도 {\displaystyle C_{+}}, {\displaystyle C_{-}}가 존재하며 거의 모든 궤도는 이 둘 가운데 하나로 수렴하지만, 일부 초기 조건에 대하여 어느 쪽으로 수렴하는지 여부는 초기 조건에 대하여 민감하게 의존한다.
- {\displaystyle 24.06<\rho <24.74}일 경우, 로렌즈 방정식은 일부 초기 조건에 대하여 혼돈을 보이기 시작한다. 그러나 두 극한 주기 궤도 {\displaystyle C_{\pm }}는 여전히 안정적이다.
- {\displaystyle \rho >\sigma {\tfrac {\sigma +\beta +3}{\sigma -\beta -1}}\approx 24.74}이게 되면 두 극한 주기 궤도는 더 이상 안정적이지 않으며, 거의 모든 초기 조건에 대하여 혼돈이 발생한다.
  - 특히, 로렌즈가 연구한 경우인 {\displaystyle \rho =28}인 경우는 혼돈적이다. 이 경우, 로렌즈 끌개의 하우스도르프 차원은 약  2.06 ± 0.01이다.
  - 그러나 {\displaystyle \rho >24.74}인 경우에도, 특수한 {\displaystyle \rho }의 값에서는 혼돈이 발생하지 않을 수 있다. 예를 들어, {\displaystyle \rho =100}인 경우 안정적 극한 주기 궤도가 존재한다.
- 매우 큰 {\displaystyle \rho }의 값에 대하여 로렌즈 방정식은 다시 비혼돈적이게 된다. 구체적으로, {\displaystyle \rho >313}일 경우 거의 모든 궤도는 극한 주기 궤도로 수렴하게 된다.

다양한 매개 변수 값에서, 로렌즈 끌개는 다음과 같은 모양을 가진다. 여기서는 {\displaystyle \beta =8/3}, {\displaystyle \sigma =10}으로 고정시키고, {\displaystyle \rho } 값을 바꾼다.
|     |      |      |      |      |
| ρ=9 | ρ=13 | ρ=14 | ρ=15 | ρ=28 |

## 역사
1963년 미국의 기상학자인 에드워드 노턴 로렌즈가 〈결정론적 비주기 흐름〉(영어: Deterministic nonperiodic flow)이라는 논문에서 이 방정식을 발표하였다. 로렌즈 방정식의 유도는 프랑스 물리학자 앙리 베나르(Henri Bénard) (1874–1939)와 영국 물리학자 존 윌리엄 스트럿 레일리(1842–1919)의 이론들이 기초가 된다. 이 방정식의 초기 조건에 대한 민감성의 발견은 혼돈 이론의 시초로 여겨진다.

## 같이 보기
- 로지스틱 사상